# Artūrs Koļesņikovs
Artūrs Koļesņikovs (russisch Артур Колесников; * 22. November 1990 in Daugavpils) ist ein lettischer Biathlet.
Artūrs Koļesņikovs aus Daugavpils bestritt seine ersten Rennen im Rahmen von Juniorenrennen des Europacups, des späteren IBU-Cups. 2008 bestritt er in Osrblie sein erstes IBU-Cup-Rennen bei den Männern und wurde 62. eines Sprintrennens. 2009 erreichte er an selber Stelle mit Platz 61 sein bislang bestes Ergebnis in der Rennserie. Erste internationale Meisterschaften wurden die Juniorenweltmeisterschaften 2008 in Ruhpolding, bei denen er 73. des Einzels, 54. des Sprints und 55. der Verfolgung wurde. Es dauerte bis zu den Juniorenweltmeisterschaften 2011 in Nové Město na Moravě, dass Koļesņikovs erneut zum Einsatz bei einem internationalen Großereignis kam. Im Einzel wurde er 72., verpasste als 62. des Sprints um zwei Ränge das Verfolgungsrennen und erreichte mit der Staffel den 12. Platz. Im weiteren Jahresverlauf nahm der Lette an selber Stelle auch an den Juniorenrennen der Sommerbiathlon-Weltmeisterschaften 2011 teil und wurde 30. des Sprints, im Verfolgungsrennen überrundet und kam mit der Mixed-Staffel auf den elften Platz. 2012 debütierte Koļesņikovs in Oberhof im Weltcup und wurde 91. des Sprints sowie mit Edgars Piksons, Rolands Pužulis und Andrejs Rastorgujevs 15. des Staffelrennens. Erste internationale Meisterschaft bei den Männern wurden die Europameisterschaften 2012 in Osrblie. Im Einzel wurde er 45., im Sprint 41., im Verfolgungsrennen 33. und mit Andrejs Rastorgujevs, Toms Praulītis und Rolands Pužulis im Staffelrennen Elfter.

## Biathlon-Weltcup-Platzierungen
Die Tabelle zeigt alle Platzierungen (je nach Austragungsjahr einschließlich Olympische Spiele und Weltmeisterschaften).
- 1.–3. Platz: Anzahl der Podiumsplatzierungen
- Top 10: Anzahl der Platzierungen unter den ersten zehn (einschließlich Podium)
- Punkteränge: Anzahl der Platzierungen innerhalb der Punkteränge (einschließlich Podium und Top 10)
- Starts: Anzahl gelaufener Rennen in der jeweiligen Disziplin
- Staffel: inklusive Mixed- und Single-Mixed-Staffeln

| Platzierung                    | Einzel | Sprint | Verfolgung | Massenstart | Staffel | Gesamt |
| ------------------------------ | ------ | ------ | ---------- | ----------- | ------- | ------ |
| 1. Platz                       |        |        |            |             |         |        |
| 2. Platz                       |        |        |            |             |         |        |
| 3. Platz                       |        |        |            |             |         |        |
| Top 10                         |        |        |            |             |         |        |
| Punkteränge                    |        |        |            |             | 8       | 8      |
| Starts                         | 3      | 12     |            |             | 8       | 23     |
| Stand: nach der Saison 2012/13 |        |        |            |             |         |        |